# Top 100 Canciones
El Top 100 Canciones es una lista de éxitos, que reúne a los 100 sencillos más vendidos y reproducidos en los diferentes servicios de streaming existentes en España. En un principio estos datos eran publicados por separado una lista de descargas y otra de streaming hasta que en el 2015 Promusicae, entidad que realiza dicha lista decidió unificarlas. La primera canción en ser número 1 con este nuevo sistema fue Dangerous de David Guetta.

## Historia
Promusicae hace público desde hace tres décadas el consumo de la música grabada en España; la primera clasificación se remonta a marzo de 1986. En marzo de 2007 se creó la primera lista de canciones más descargadas en línea y más tarde, en julio de 2013, se inauguró el listado de canciones más escuchadas en servicios de streaming.
El 8 de enero de 2015 fue finalmente cuando se unificaron las lista. Hasta el momento se publicaban dos listas, un Top 50 de temas descargados (iTunes, por ejemplo) o adquiridos en soporte físico y un Top 100 de escuchas en streaming (Spotify, Deezer, Xbox Music...). La decisión de unificar las lista viene dada por el deseo de comprender de manera más global y sencilla cuáles son las preferencias musicales del público español, con el aliciente además de que el streaming representaba ya en el país el 70% de los ingresos digitales para los productores discográficos.

### Top Anual
Cada año también se publica una lista que reúne a los 100 sencillos más vendidos y escuchados durante ese año en el país.

## Información adicional
- Los remixes de canciones pueden contabilizar como una única canción y contabilizar datos conjuntamente con la original o sus datos pueden ser contabilizados individualmente, esto es decisión de la discográfica.

## Números uno anuales
| Año  | Canción                               | Artista(s)                                          | Ref.   |
| ---- | ------------------------------------- | --------------------------------------------------- | ------ |
| 2009 | Colgando en tus manos                 | Carlos Baute & Marta Sánchez                        | [ 3 ]  |
| 2010 | Waka Waka                             | Shakira                                             | [ 4 ]  |
| 2011 | On the floor                          | Jennifer López ft. Pitbull                          | [ 5 ]  |
| 2012 | Ai se eu te pego                      | Michel Telo                                         | [ 6 ]  |
| 2013 | Cero                                  | Dani Martín                                         | [ 7 ]  |
| 2014 | Bailando                              | Enrique Iglesias ft. Descemer Bueno & Gente de Zona | [ 8 ]  |
| 2015 | El perdón                             | Nicky Jam ft. Enrique Iglesias                      | [ 9 ]  |
| 2016 | Duele el corazón                      | Enrique Iglesias                                    | [ 10 ] |
| 2017 | Despacito                             | Luis Fonsi ft. Daddy Yankee                         | [ 11 ] |
| 2018 | Lo malo                               | Aitana & Ana Guerra                                 | [ 12 ] |
| 2019 | Contando lunares                      | Don Patricio & Cruz Cafuné                          | [ 13 ] |
| 2020 | Tusa                                  | Karol G & Nicki Minaj                               | [ 14 ] |
| 2021 | Todo de ti                            | Rauw Alejandro                                      | [ 15 ] |
| 2022 | Quevedo: BZRP Music Sessions, Vol. 52 | Bizarrap & Quevedo                                  | [ 16 ] |
| 2023 | Shakira: BZRP Music Sessions, Vol. 53 | Bizarrap & Shakira                                  | [ 17 ] |

## Números uno por año
1970s · 1980s
1990 · 1991 · 1992 · 1993 · 1994 · 1995 · 1996 · 1997 · 1998 · 1999
2000 · 2001 · 2002 · 2003 · 2004 · 2005 · 2006 · 2007 · 2008 · 2009
2010 · 2011 · 2012 · 2013 · 2014 · 2015 · 2016 · 2017 · 2018 · 2019
2020 · 2021 · 2022 · 2023 · 2024